# یوسوپوو
یوسوپوو (انگلیسی: Yusupovo) یک شهرک در شهرستان دیورتیورلینسکی در استان باشقیرستان کشور روسیه است.